# Zrakoplov s fiksnimi krili
Zrakoplòv s fíksnimi kríli (angleško fixed-wing aircraft) je zrakoplov, pri kateremu vzgon zagotavljajo krila, ko se zrakoplov premika skozi zrak. Pogoj za vzgon je relativni tok zraka na krilo.
Druga kategorije so rotorski zrakoplovi (helikopterji), ki imajo vrteče se vzgonske profile - rotorje. ornitopterji (mahokrilci) proizvajajo vzgon z mahanjem kril, podobno kot ptice. Poleg tega obstajajo tudi zračne ladje, pri katerih vzgon zagotavlja vzgonski plin. Pri hibridnih zračnih ladjah del vzgona zagotavljajo krila in je teko deloma zrakoplov s fiksnimi krili.
Zgledi zrakoplovov s fiksnimi krili:
- letalo,
- jadralno letalo
- zmaj in kajt
- padalo je zrakoplov s fiksnimi krili, tudi če padalo nima trdne strukture
- ekranoplan

Letala, ki imajo gibljiva krila (krila s spremenljivo geometrijo), pri katerih se spreminja naklon krila so tudi zrakoplovi s fiksnimi krili - fiksen se nanaša na način generiranja vzgona, ne pa na izvedbo krila.
Zrakoplovi, pri katerih del vzgona proizvajajo fiksna krila: hibridna zračna ladja, nekateri helikopterji s pomožnimi krili, npr. Mil Mi-6, nekateri žirodini s krili, tiltorotorji (nagibni rotorji), ko delujejo v načinu letala.